# Stefano Sensi
Stefano Sensi (* 5. August 1995 in Urbino) ist ein italienischer Fußballspieler. Der Mittelfeldspieler steht aktuell bei der AC Monza unter Vertrag.

## Karriere

### Verein
Der in Urbino geborene Sensi begann mit dem Fußballspielen beim lokalen Verein Urbania, im Alter von sechs Jahren. 2007 wechselte er in die Jugend des Rimini Football Clubs. Dort verbrachte er drei Jahre, bevor er in die Jugendabteilung des Rivalen AC Cesena geholt wurde. Dort spielte er aber vorerst nur in der Reservemannschaft, bis er zum Drittligisten San Marino Calcio ausgeliehen wurde.
In San Marino feierte er sein Debüt im Profifußball am 8. September 2013, als er gegen Reggiana in der Startelf stand. Eine Woche später erzielte er seinen ersten Treffer gegen Como. In dieser Spielzeit konnte er in 26 Einsätzen zweimal treffen. In der folgenden Saison lieh San Marino Calcio Sensi erneut aus. In dieser Spielzeit verbesserte sich Sensi sichtlich. Er kam in 33 Spielen zum Einsatz, in denen er acht Tore erzielte und zwei weitere vorbereitete.
Sein Debüt für Cesena bestritt Sensi am 20. August 2015, als er im Coppa Italia, die vollen 90 Minuten gegen Catania am Platz stand. Am 5. September debütierte er in der Serie B, beim 2:0-Sieg gegen Brescia. Am 3. Oktober konnte er sein erstes Tor für die Seepferdchen erzielen, als er gegen den AS Livorno den Treffer des Tages per Elfmeter erzielte.
Am 13. Januar 2016 unterschrieb Stefano Sensi einen Dreieinhalb-Jahres-Vertrag beim Erstligisten US Sassuolo. Sensi wurde jedoch umgehend für die restliche Spielzeit an den AC Cesena zurück verliehen. Für Sassuolo debütierte er am 4. August beim Qualifikationsspiel für die UEFA Europa League 2016/17, als man den FC Luzern im Rückspiel der dritten Runde mit 3:0 bezwingen konnte. Das erste Mal traf Sensi am 16. November 2016 im Spiel gegen Crotone.
Am 2. Juli 2019 wechselte Stefano Sensi in einem Leihgeschäft zum Ligakonkurrenten Inter Mailand, welche sich auch eine Kaufoption in Höhe von rund 20 Millionen Euro sicherten. Bei den Nerazzurri akklimatisierte er sich schnell und war von Beginn an ein wichtiger Bestandteil der Mannschaft von Neo-Cheftrainer Antonio Conte. Bereits in seinem ersten Pflichtspiel beim 4:0-Heimsieg gegen den Aufsteiger US Lecce am 26. August (1. Spieltag), traf er und auch in den folgenden Spielen sammelte er weitere Scorerpunkte. Bei der 1:2-Heimniederlage gegen Juventus Turin am 8. Spieltag, wurde er bereits nach einer halben Stunde aufgrund einer Adduktorenverletzung ausgewechselt, durch welche er anschließend mehrere Wochen ausfiel. Nach überstandener Verletzung integrierte er sich wieder in guter Form bei den Nerazzuri. Das Spiel gegen Cagliari am 21. Spieltag jedoch sollte das vorläufige Saisonende für Sensi sein. Aufgrund einer Verletzung am Beinbeuger fiel er für den Rest der Saison aus.
Am 31. August 2020 zog Inter Mailand die Kaufoption und stattete Sensi mit einem Vierjahresvertrag aus.
Im Januar 2022 wurde Sensi für ein halbes Jahr an Sampdoria Genua verliehen.
Im Sommer 2022 verlieh Inter Mailand Sensi zur Saison 2022/23 an die AC Monza. In der Folgesaison kehrte er zu seinem Stammverein zurück, absolvierte jedoch nur fünf Pflichtspiele in Liga und Pokal.
Anfang August 2024 kehrte Sensi zur AC Monza zurück und unterschrieb dort einen Vertrag bis Sommer 2025.

### Nationalmannschaft
Sensi repräsentierte Italiens U-17 in einem Spiel gegen Deutschland. Für die U-20 debütierte er am 7. Oktober 2015 beim 2:2-Unentschieden gegen Polen.
Für die italienische A-Auswahl gab Sensi sein Debüt am 20. November 2018 in einem Testspiel gegen die Vereinigten Staaten. Sein erstes Tor erzielte er in seinem zweiten Länderspiel am 26. März 2019 beim 6:0-Heimsieg gegen Liechtenstein in der Qualifikation zur Europameisterschaft 2020. Bis zum März 2022 folgten sieben weitere Länderspiele inkl. zwei weiterer Treffer Sensis. Seitdem wurde er jedoch nicht mehr berücksichtigt.

## Titel
- Italienischer Meister: 2021, 2024
- Italienischer Supercupsieger: 2021, 2023